# Chambre radiaire
Une chambre radiaire est, chez les coraux, une division circulaire du haut de la cavité gastro-vasculaire d'un cnidaire.

## Chez les coraux mous
Chez les coraux mous, les chambres radiaires sont séparées par de minces cloisons longitudinales non calcaires.

## Chez les coraux durs
Chez les coraux durs, les chambres radiaires sont séparées par les septes.